# 黄村乡
黄村乡，是中华人民共和国浙江省丽水市莲都区下辖的一个乡镇级行政单位。

## 行政区划
黄村乡下辖以下地区：
黄村、黄泥墩村、戈剳村、磨石坑村、岭根村、和垟村、天堂村、池岭村、上郑村、下郑村、严溪村、李村、下陆村、皂坑村、吴处村、金鸟村、黄草鸟村、刘西堂村和黄坑村。